# Ermine Street

Römische Straßen in Britannien um 150 n. Chr.

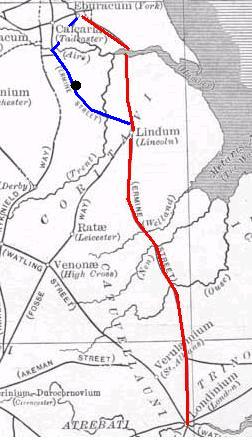
Verlauf der Ermine Street (rot) mit Alternativ-Strecke (blau)

Ermine Street ist der Name einer Römerstraße in Britannien, die von Londinium (London) über Lindum (Lincoln) nach Eboracum (York) führte, in Römischer Zeit sogar von Noviomagus Regnorum (Chichester) nach Eboracum. Der Bau begann im Jahr  43 n. Chr. Die Straße wurde im Mittelalter nach dem Volksstamm der Eorningas benannt, der im Gebiet des heutigen Cambridgeshire ansässig war.
Heute wird ein Teil der Trasse der Römerstraße nördlich von Lincoln von der A15 road benutzt.